# ボイマンス・ヴァン・ベーニンゲン美術館
ボイマンス・ファン・ベーニンゲン美術館 (Museum Boijmans Van Beuningen) はオランダのロッテルダムにある美術館。中世ヨーロッパ美術から近代美術まで126,000点を所蔵している。

## 歴史
ボイマンス・ファン・ベーニンゲン美術館は、コレクターのFrans Jacob Otto Boijmans (1767-1847) が1841年に自身のコレクションをロッテルダムに寄付したものが基礎となっている。その後、1958年にはダニエル・ジョージ・ファン・ベーニンゲン/Daniël George van Beuningen (1877-1955) が自身のコレクションを寄付し、それによって「ボイマンス・ファン・ベーニンゲン美術館」という名前になった。

## 所蔵作品
Category:ボイマンス・ヴァン・ベーニンゲン美術館の所蔵品も参照
- 『放浪者』 The Pedlar (1500年頃) by ヒエロニムス・ボス
- 『バベルの塔』 The Tower of Babel (156年) by ピーテル・ブリューゲル[1]
- 『少年と犬』 Boy with dogs in a landsape (1565) by ティツィアーノ・ヴェチェッリオ
- 『自画像』 Self Portrait (1650) by カレル・ファブリティウス
- 『藪医者』 De kwakzalver (1652年) by ヘラルト・ドウ
- 『漁師の家、ヴァランジュヴィル』 La maison du pêcheur, Varengeville (1882) by クロード・モネ
- 『花咲くリンゴの木下の二人の少女』 Two Girls under an Apple Tree in Bloom (1905) by エドヴァルド・ムンク
- Il Trovatore (1923-24) by ジョルジュ・デ・キリコ
- Les phases de la lune III (1945) by ポール・デルヴォー
- 『赤いモデル』 Le Modèle Rouge III (1937) by ルネ・マグリット
- Shirley Temple, The Youngest, Most Sacred Monster of the Cinema in Her Time 1939 by サルバドール・ダリ
- 『エマオの食事』 The Supper at Emmaus (1936) by ハン・ファン・メーヘレン

## ギャラリー

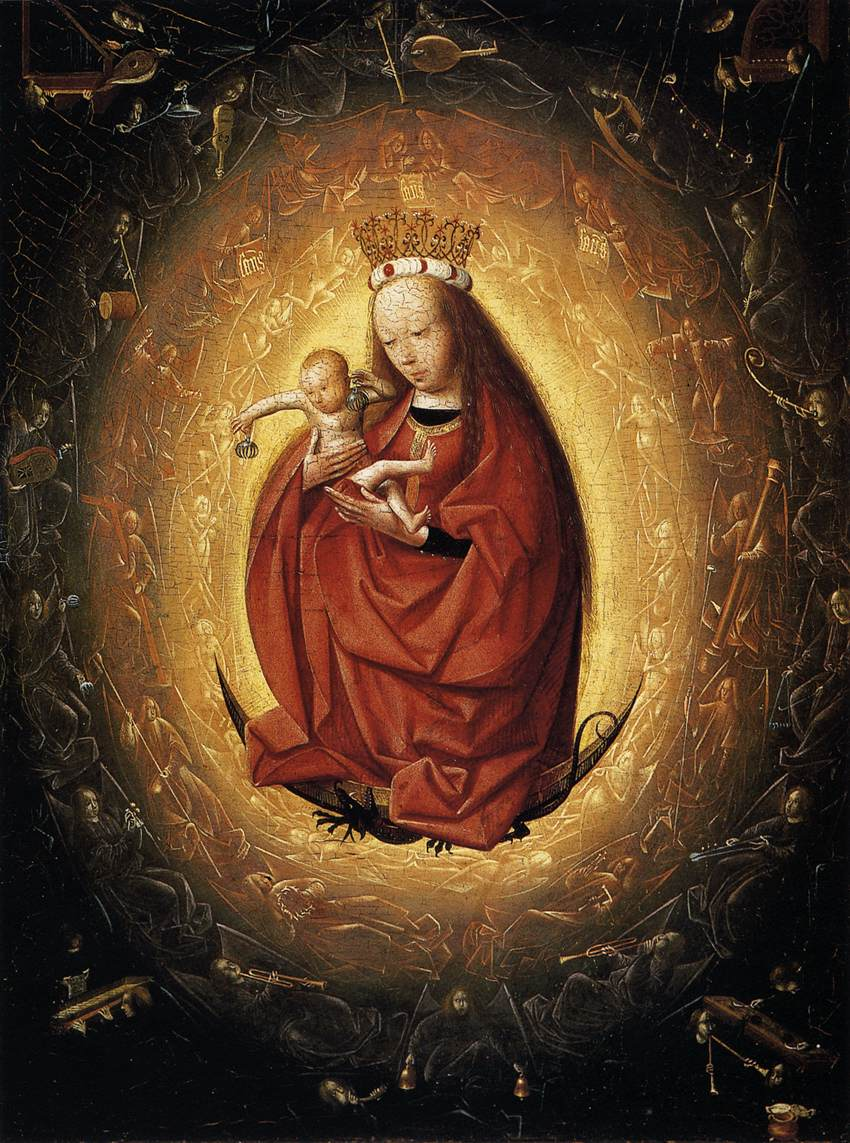
『聖母子像』 The Glorification of the Virgin, 1490–95, ヘールトヘン・トット・シント・ヤンス
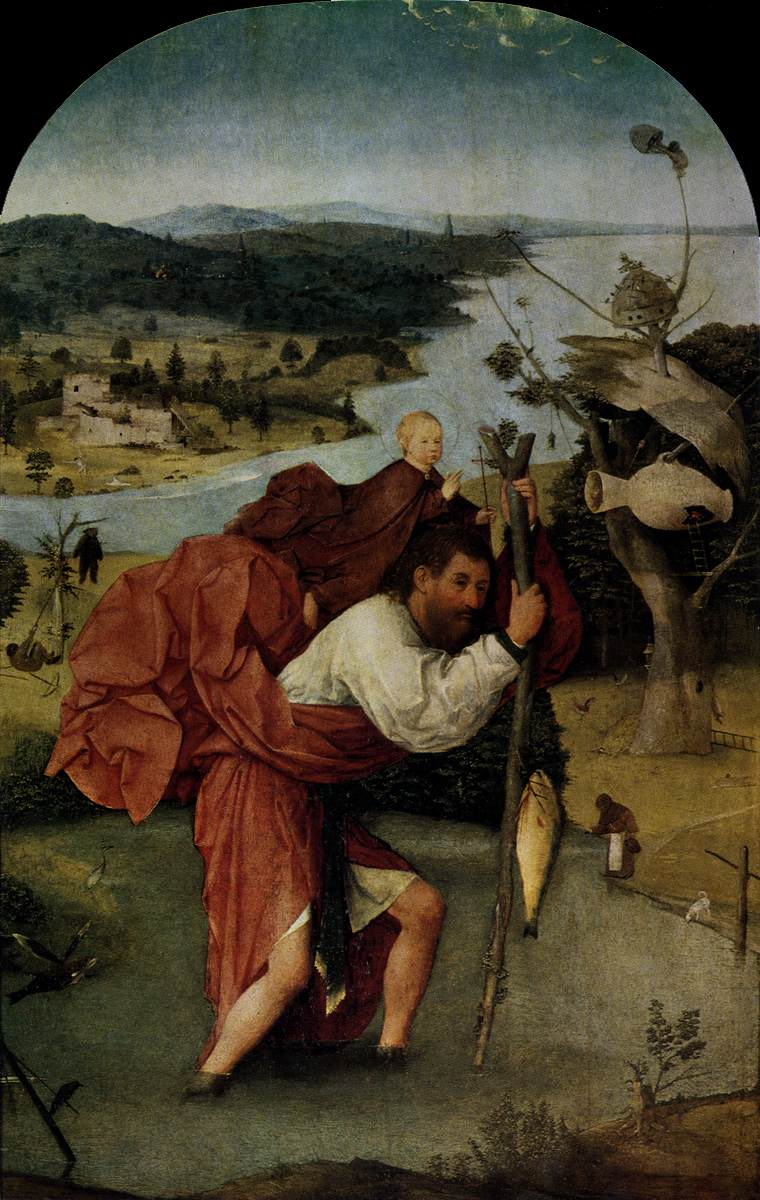
『聖クリストフォロス』 , 1490-1500年頃, ヒエロニムス・ボス
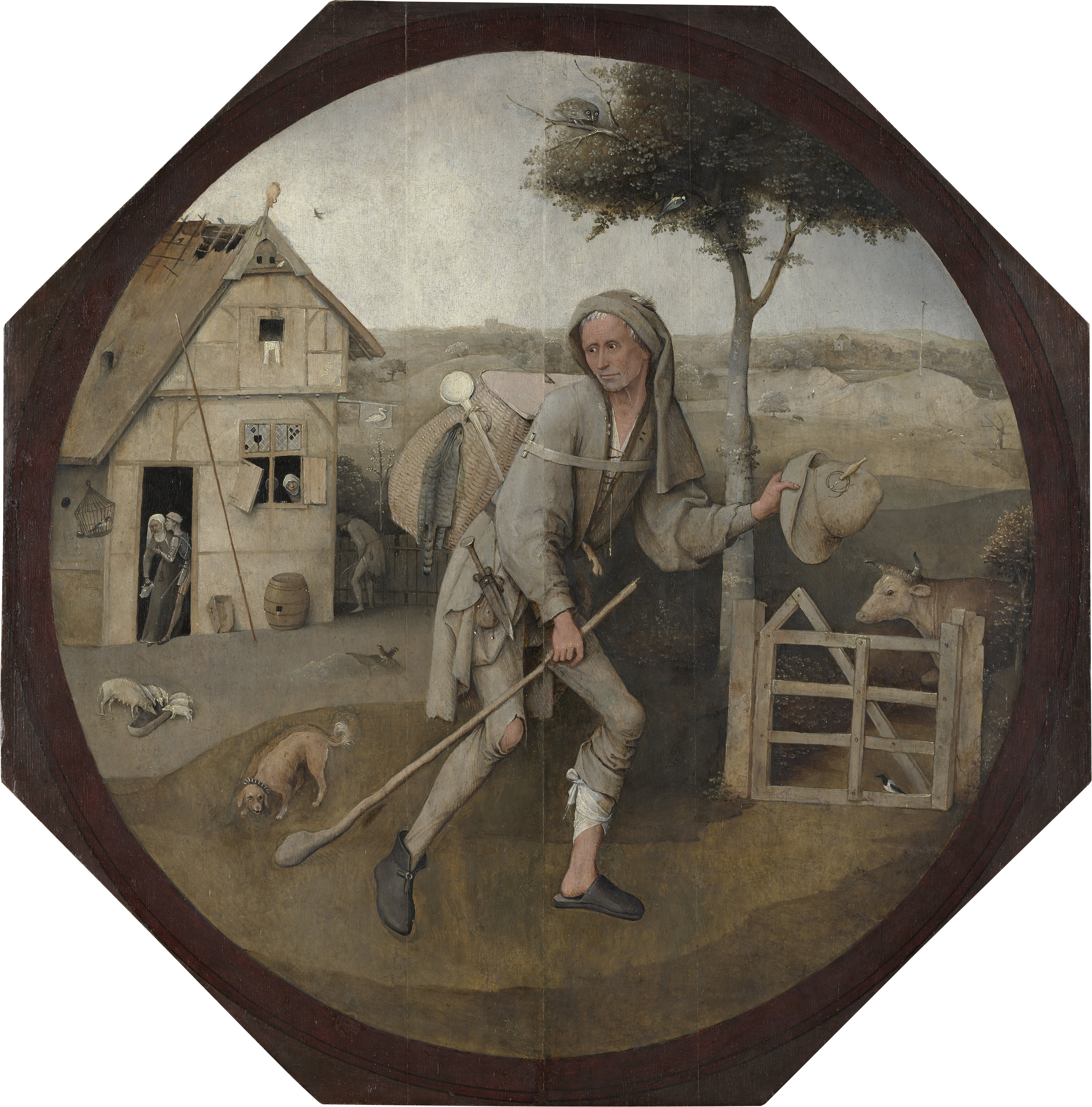
『放浪者』 , 1500年頃, ヒエロニムス・ボス
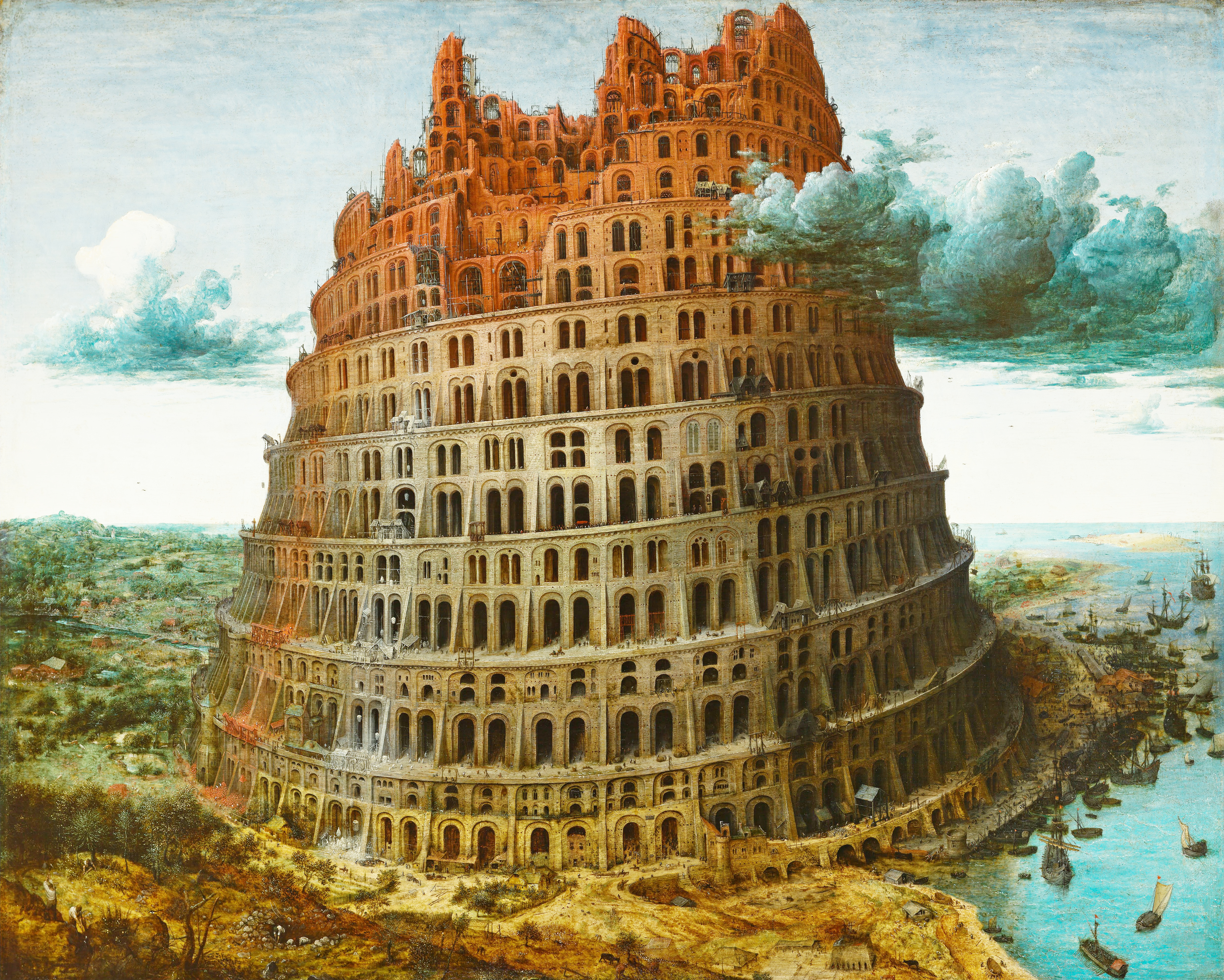
『バベルの塔』, 1563年, ピーテル・ブリューゲル
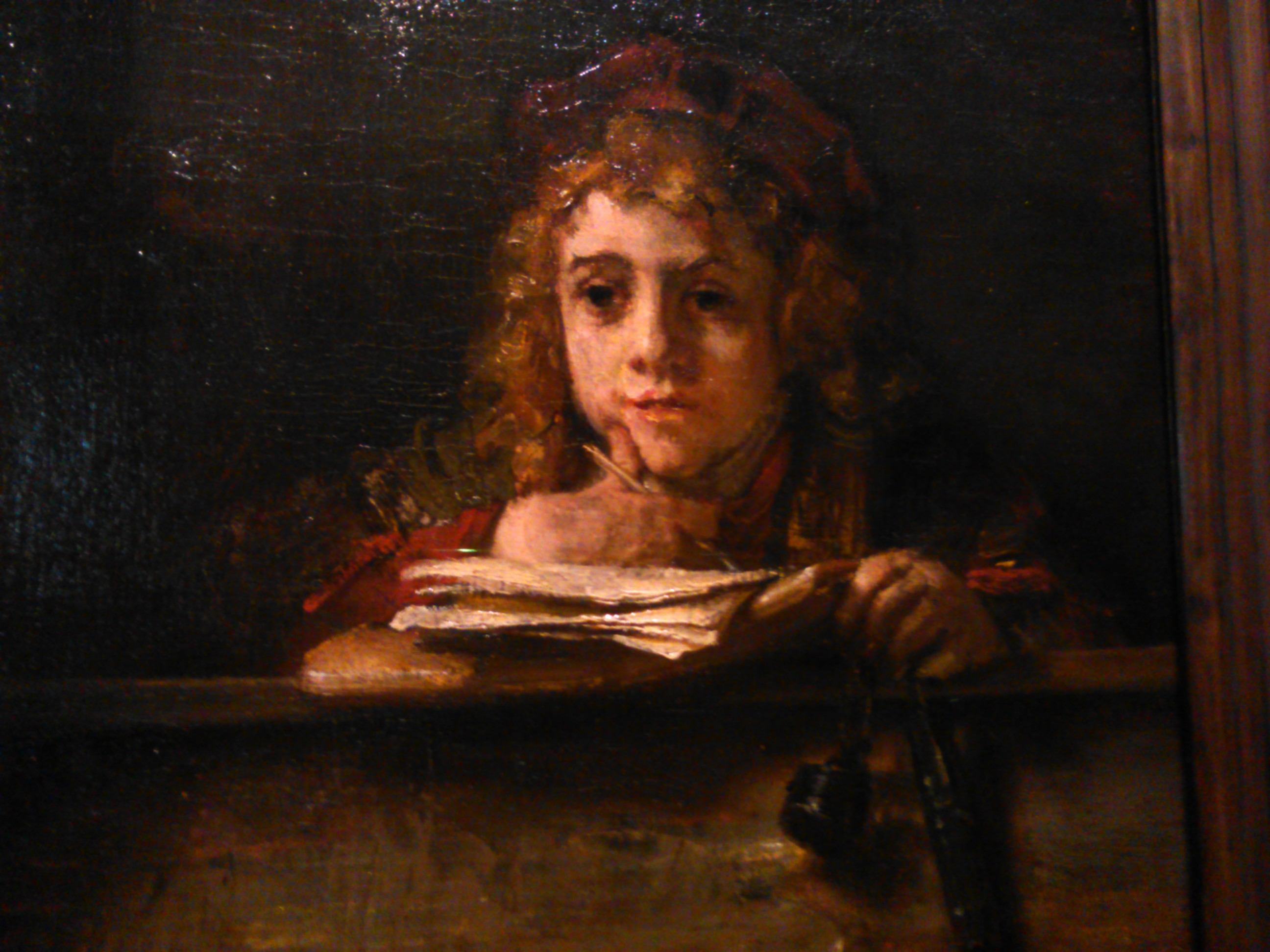
『机の前のティトゥス』, 1655年, レンブラント・ファン・レイン
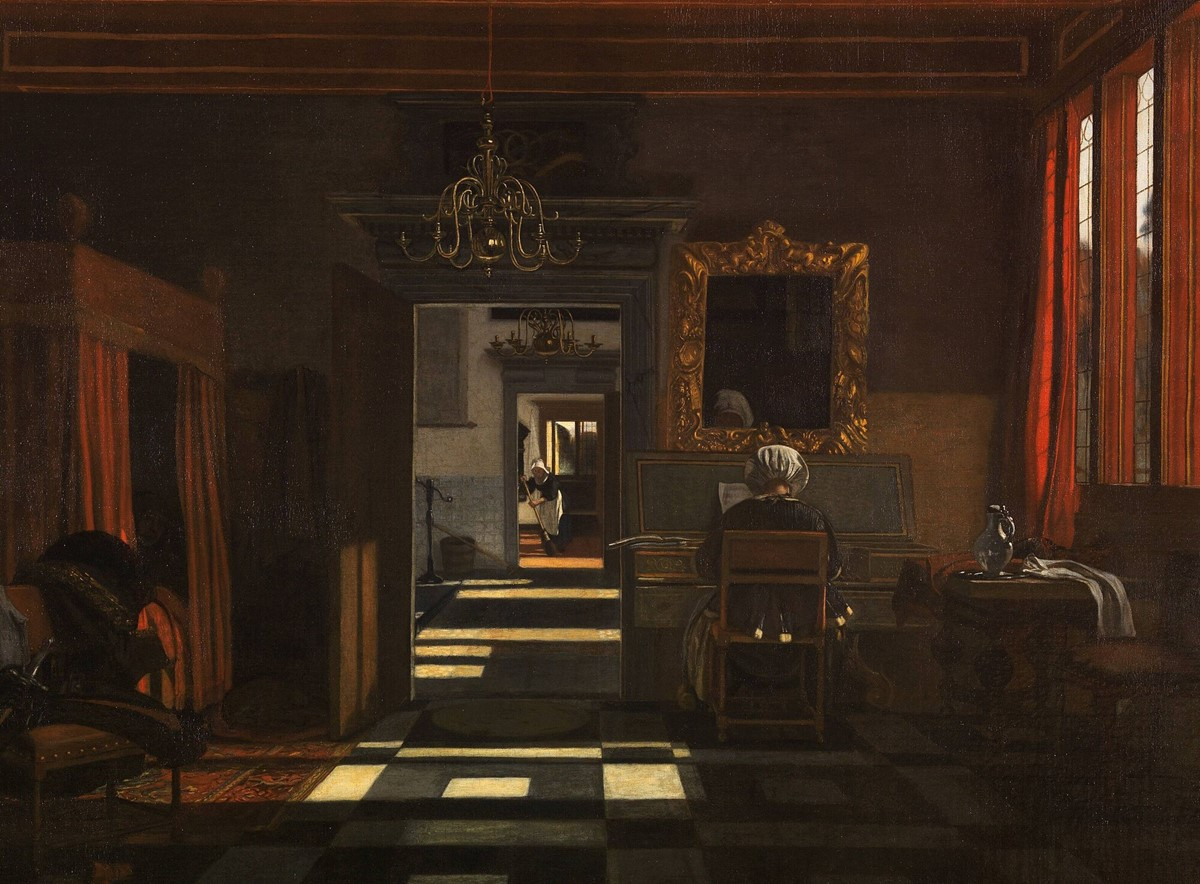
『ヴァージナルの前に女のいる室内』, 1665-1670年, エマヌエル・デ・ウィッテ
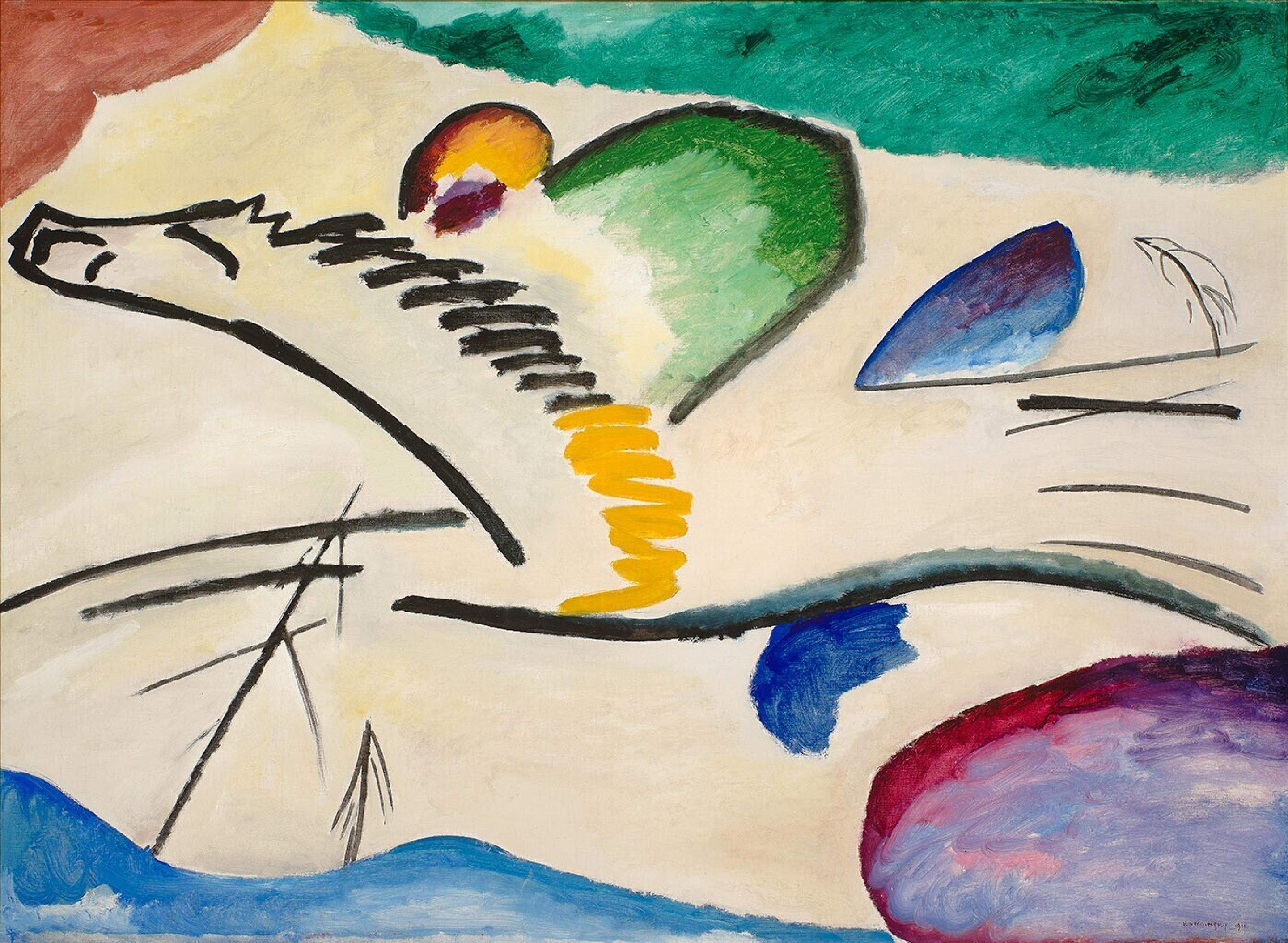
Reiter (Lyrishes), 1911, ワシリー・カンディンスキー, 油彩, 94 x 130 cm
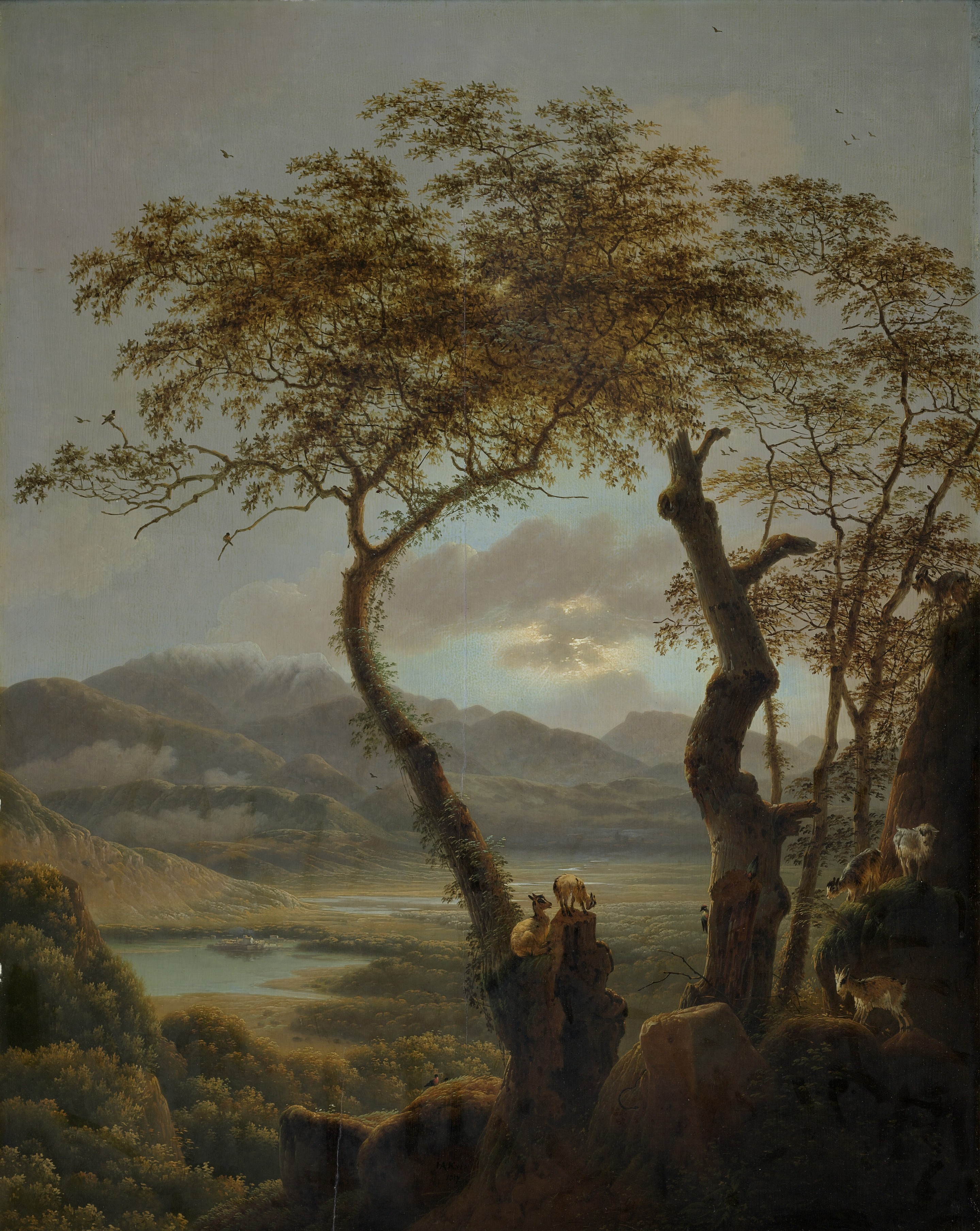
「山羊のいるイタリアの風景」 ジョセフス・アウグストゥス・クニップ